# Ivvavik-Nationalpark
Der Ivvavik-Nationalpark (englisch Ivvavik National Park of Canada, französisch Parc national du Canada Ivvavik) ist ein im Jahr 1984 gegründeter kanadischer Nationalpark im Territorium Yukon im Nordwesten Kanadas mit einer Fläche von 10.168 km². Der Park ist der erste Nationalpark Kanadas der infolge eines Gebietsanspruchs-Abkommens, dem Inuvialuit Final Agreement, zwischen den Inuvialuit (einer Gruppe der Inuit) und Regierung entstanden ist. Die Verwaltung erfolgt durch Parks Canada, zusammen mit den Inuvialuit. Bei dem Park handelt es sich um ein Schutzgebiet der IUCN-Kategorie II (Nationalpark).
„Ivvavik“ bedeutet in der Sprache der Inuvialuit so viel wie „Ort, an dem geboren wird“. Rentiere der Porcupine-Karibuherde (Rangifer tarandus granti), eine Unterart der Tundrarentiere, bringen in dieser Region der drei aneinandergrenzenden Parks ihren Nachwuchs zur Welt.
Der Park steht zusammen mit dem Vuntut-Nationalpark sowie dem Herschel Island – Qikiqtaruk Territorial Park auf der Tentativliste zur Aufnahme als Welterbe in Kanada.
Der Park liegt im äußersten Nordwesten des Territoriums an der Küste der Beaufortsee. Im Süden schließt direkt der Vuntut-Nationalpark an und vor der Küste auf Herschel Island befindet sich der Herschel Island – Qikiqtaruk Territorial Park. Nach Westen grenzt der Park an Alaska und dem dortigen Arctic National Wildlife Refuge. Der Park liegt in den British Mountains, den östlichen Ausläufern der Brookskette und wird vom Firth River durchflossen. Nach Osten wird er vom Babbage River begrenzt. Mit mindestens 1760 m Höhe ist der im südlichen Parkbereich gelegene Arthur Laing Peak, benannt nach den kanadischen Politiker Arthur Laing, der höchste Punkt im Park.
Die nächstgelegene Stadt ist Old Crow, etwa 80 km Luftlinie südlich gelegen.

## Tourismus
Durch seine abgelegene Lage und da kein ausgebauter Zugang zum Park existiert, wird dieser jährlich nur von wenigen Touristen besucht (etwa 100). Der Park kann ohne Genehmigung besucht werden. Für verschiedene Aktivitäten im Park, zum Beispiel Camping oder die Landung mit einem Luftfahrzeug, wird eine Genehmigung benötigt.